# Eslavos-macedônios
Os eslavo-macedônios (português brasileiro) ou eslavo-macedónios (português europeu), também conhecidos simplesmente como macedônios, são um grupo étnico eslavo que forma cerca de um terço da população da região geográfica e histórica da Macedônia no sudeste da Europa (Bálcãs) e cerca de dois terços da população da Macedônia do Norte. Falam a língua macedônia, idioma eslavo, e são geralmente associados à Igreja Ortodoxa Macedônia. Os macedônios eslavos são primeiramente descendentes das tribos eslavas que se estabeleceram na Macedônia durante a Idade Média, mas é provável que seus ancestrais incluam elementos de grupos autóctones como os greco-macedônios, trácios e os ilírios e de invasores posteriores, como os búlgaros.
A vasta maioria dos macedônios eslavos vive no vale do rio Vardar, na região central da Macedônia do Norte. Pequenos grupos de macedônios eslavos vivem no leste da Albânia, sudeste da Bulgária e sul da Sérvia e Montenegro, a maioria se encontrando nas regiões fronteiriças com a Macedônia.

## Maiores populações de macedônios eslavos por país
- Macedônia do Norte -  1 297 981 (censo 2002)
- Sérvia - 22 755 (censo 2011)
- Albânia - 5 512 (censo 2011)[33]
- Bulgária - 1 654[34]
- Grécia - 747[35]

## Origens e identidades

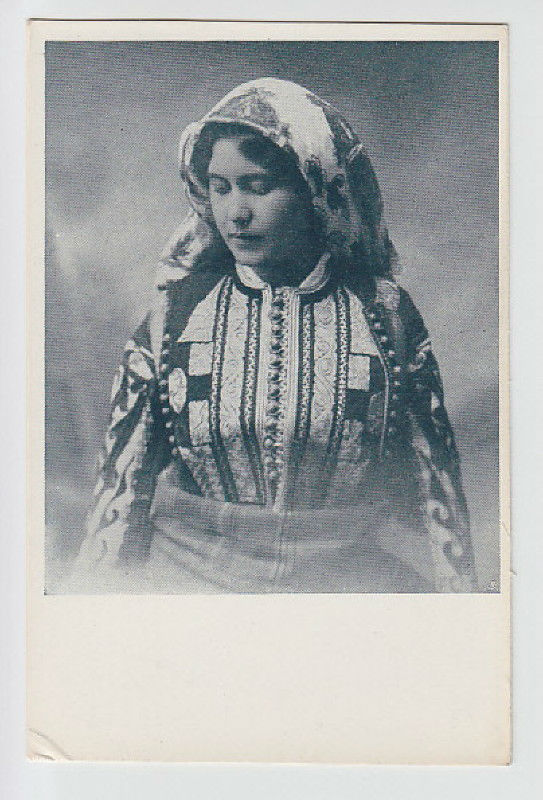
Mulher do princípio do século XX da região de Gostivar

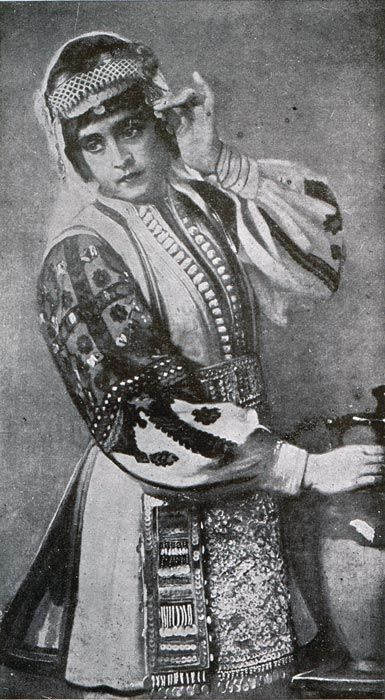
Traje tradicional feminino em foto de 1930

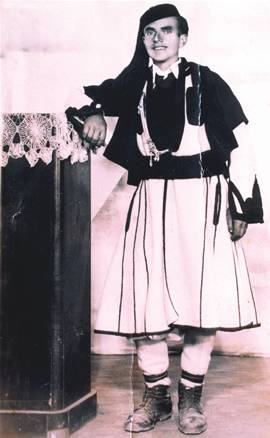
Traje tradicional masculino em foto de 1920

A região geográfica da Macedônia, dividida entre Bulgária, Grécia e Macedônia do Norte, é habitada por uma variedade de povos que inclui albaneses, búlgaros, gregos, macedônios eslavos, turcos, valáquios, sérvios e romanis (ciganos).
A questão sobre se os macedônios eslavos constituem um grupo étnico distinto é controversa. Muitos búlgaros e gregos acreditam que eles são um sub-grupo de outro povo, geralmente dos búlgaros. Linguística e culturalmente, não há uma grande distinção entre os macedônios eslavos e os búlgaros, mas devido a circunstâncias políticas e históricas, muitos macedônios eslavos consideram a si mesmos como um povo separado dos búlgaros atualmente.
As origens étnicas dos macedônios eslavos são igualmente controversas; enquanto eles têm uma herança eslava, há um debate progressivo em alguns círculos de que ou eles são na maioria de descendência eslava ou são um povo mais heterogêneo que tem os antigos macedônios entre seus ancestrais. Alguns historiadores da Macedônia eslava reivindicam que seu povo é descendente dos antigos macedônios que supostamente se mesclaram com os eslavos quando estes invadiram a península Balcânica. A maioria dos historiadores data a chegada dos eslavos à Macedônia nos séculos VI e VII, e concorda que os antigos macedônios desapareceram como um grupo étnico nessa época.
Os macedônios eslavos tinham pouca ou nenhuma identidade nacional e política até o século XX. Fontes medievais tradicionalmente os descrevem como búlgaros, uma definição que sobreviveu no período de domínio otomano (do fim do século XIV até ao século XIX) como comprovado pelos arquivos otomanos e pelas descrições dos historiadores e viajantes, por exemplo Evliya Çelebi e seu Livro de Viagens.
Etnógrafos e viajantes do século XIX eram também geralmente unânimes em identificá-los como búlgaros até o período entre 1878 e 1912, quando as máquinas de propaganda rivais de Sérvia, Grécia e Bulgária resultou na efetiva separação da população eslavo-falante em três partidos distintos: um pró-sérvios, um pró-gregos e um pró-búlgaros.
Os eventos-chaves na formação de uma identidade eslava distinta ocorreram na primeira metade do século XX, em consequência da Guerra dos Bálcãs de 1912-1913 e especialmente após a Segunda Guerra Mundial.

## Origem do nome
Os macedônios eslavos eram tradicionalmente descritos como búlgaros pelos observadores externos até 1878 quando uma opinião sobre uma origem sérvia gradualmente começou a ganhar popularidade. O empurrão sérvio para o sul foi pré-condicionado pelas cláusulas do Congresso de Berlim do mesmo ano, que lhes retirou a Bósnia e a Herzegovina e a cidade de Novi Pazar, como também pela política pró-austríaca do rei sérvio Milan Obrenović IV. Em 1881, a Sérvia abriu mão de todas as reivindicações das duas regiões em um tratado secreto com a Áustria-Hungria, que, por sua vez, prometeu não obstruir a expansão da Sérvia no vale do Vardar.
No início da década de 1880, a Sérvia lançou um esforço propaganda de larga escala na Macedônia e no exterior para provar as características sérvias da região. Grécia e Bulgária lançaram campanhas similares em seguida, com os gregos reivindicando que os eslavos da Macedônia eram gregos eslavo-falantes e os búlgaros dizendo que eles não eram nada mais que búlgaros. Como a propaganda dos três lados se avançou na década de 1890 para o nome de "macedônios eslavos", esse passou a ser o meio para designar todos os eslavos habitantes da Macedônia, apesar de suas afiliações nacionais.
O primeiro acadêmico a usar a designação com um significado específico foi o geógrafo sérvio Jovan Cvijić em 1906. Na tentativa de colocar as reivindicações sérvias na Macedônia em pé de igualdade com as búlgaras, Cvijić argumentou que a Macedônia ao sul de Debar, Kichevo e Skopje e a oeste da atual fronteira entre a Bulgária e a Macedônia do Norte era habitada por macedônios eslavos, uma massa eslava amorfa sem afiliações nacionais e cultura definidas. Os macedônios eslavos, de acordo com Cvijić, estavam entre os búlgaros e os sérvios política e culturalmente e poderiam ser relacionados com uns ou com outros. Nos anos da Guerra dos Bálcãs, Cvijić empurrou o limite norte dos eslavos macedônios duas vezes mais para o sul, quase dobrando dessa forma a porção que os sérvios, de acordo com ele, ocupavam na Macedônia. A visão de Cvijić ganhou pouco reconhecimento fora da Sérvia até a entrada da Bulgária na Primeira Guerra Mundial ao lado das potências centrais (Alemanha, Áustria-Hungria e Império Otomano) em 1915 precipitando a aceitação da ideia pelos países aliados na Europa.

## A Guerra dos Bálcãs
A Guerra dos Bálcãs resultou em mudanças drásticas na demografia da Macedônia após os otomanos serem expulsos da região. A Macedônia estava encravada entre os Estados dos Bálcãs, com a parte norte sob domínio sérvio, o sul sob domínio grego e o nordeste sob domínio búlgaro.
O território da atual Macedônia do Norte pertenceu diretamente ao governo sérvio (e depois ao Reino da Iugoslávia) e era chamado de "Sérvia do Sul" ou de "Vardar banovina" (distrito). Um intenso programa de "serbianização" foi implementado durante as décadas de 1920 e 1930, quando a população local era forçadamente assimilada dentro da cultura sérvia. Apenas o idioma sérvio era permitido e ensinado, enquanto as famílias macedônias eslavas viam seus nomes serem modificados para formas sérvias (Stankov tornou-se Stanković; Atanasov tornou-se Atanacković, etc.). Outras minorias étnicas na Macedônia sérvia foram também suprimidas durante o período inter-guerras, com milhares sendo presos.
A população macedônia na Macedônia grega e na Macedônia búlgara também experimentou um período de intensiva assimilação e repressão.

## Tito e os macedônios eslavos

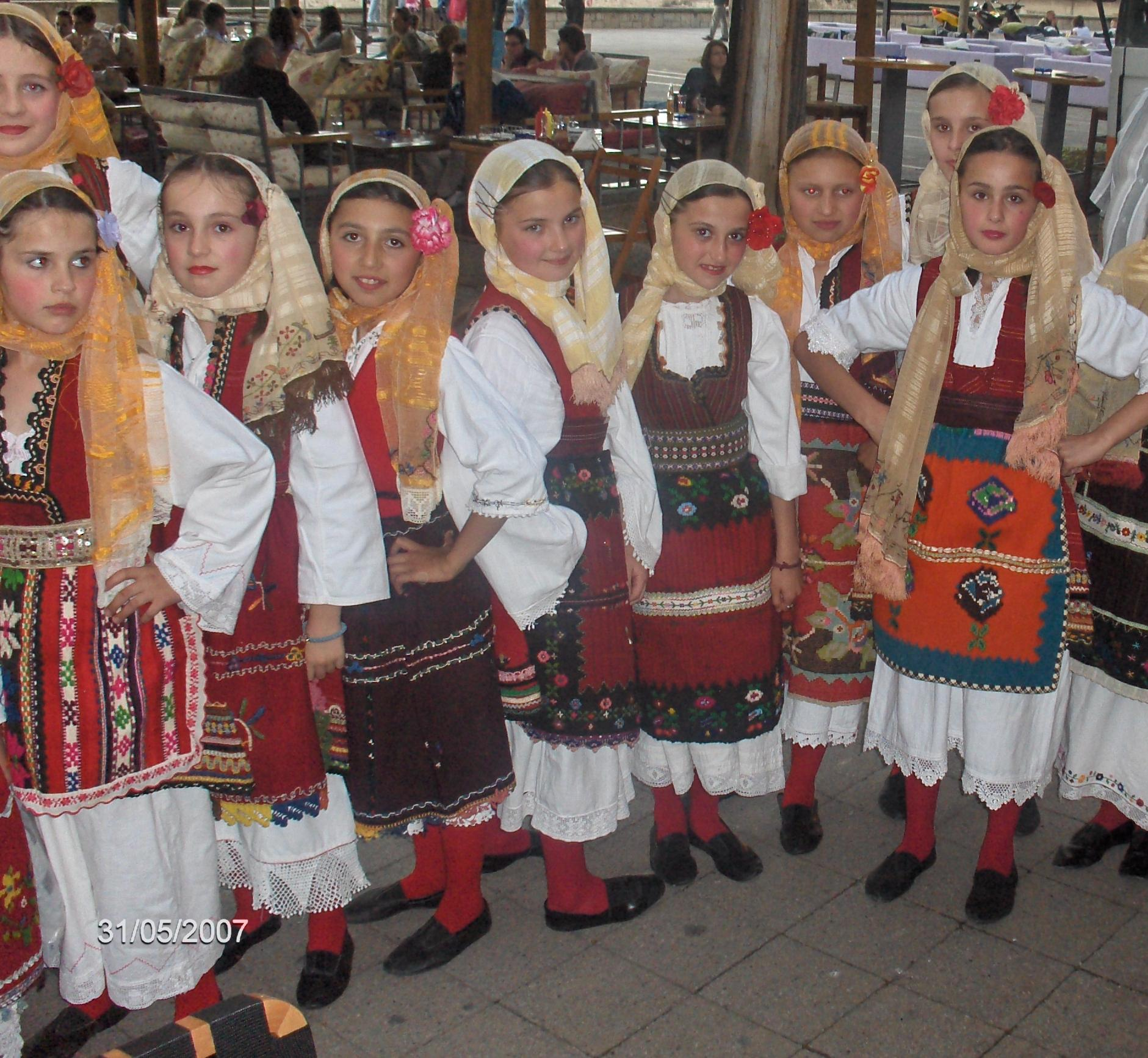
Trajes típicos macedônios

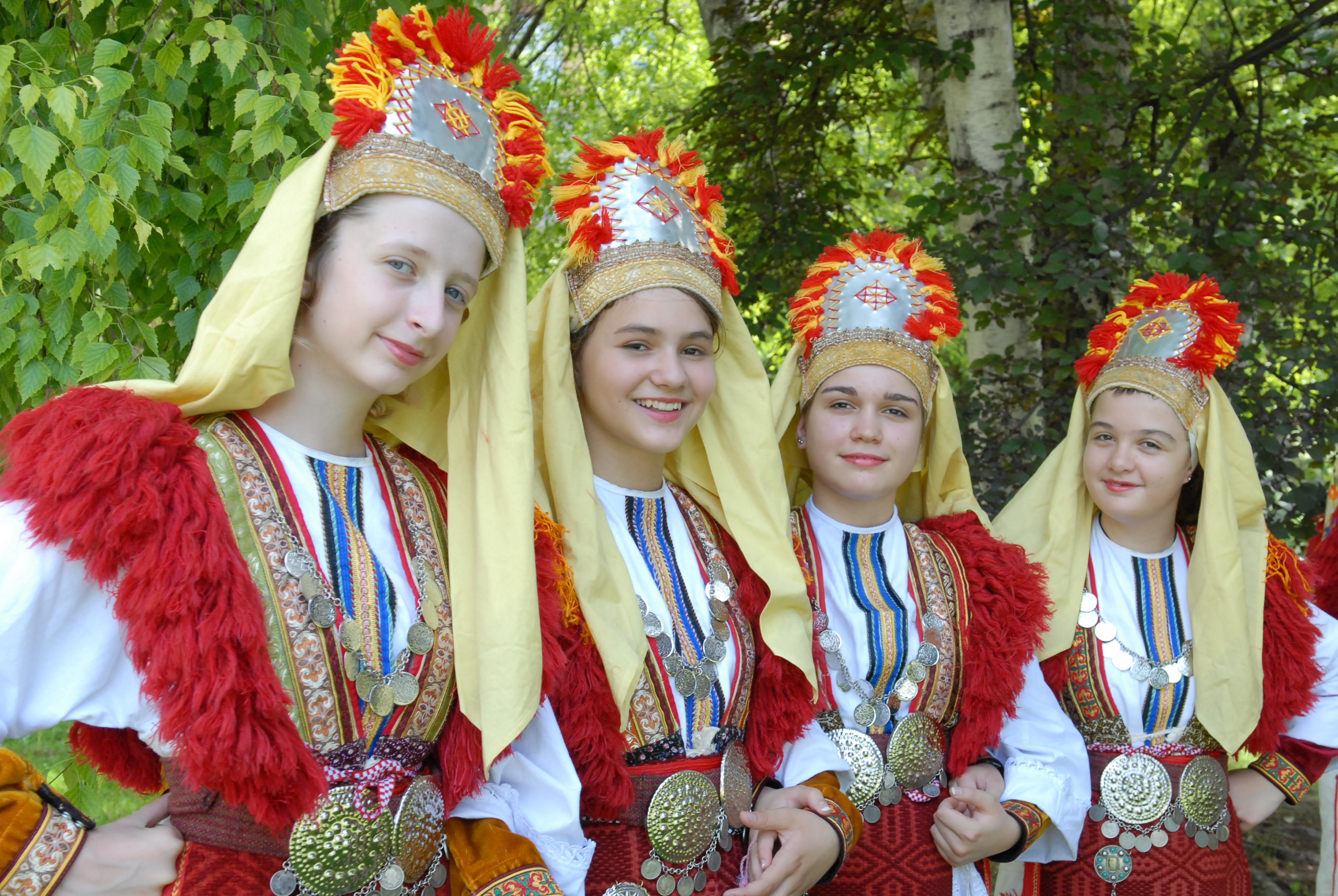
Trajes típicos macedônios

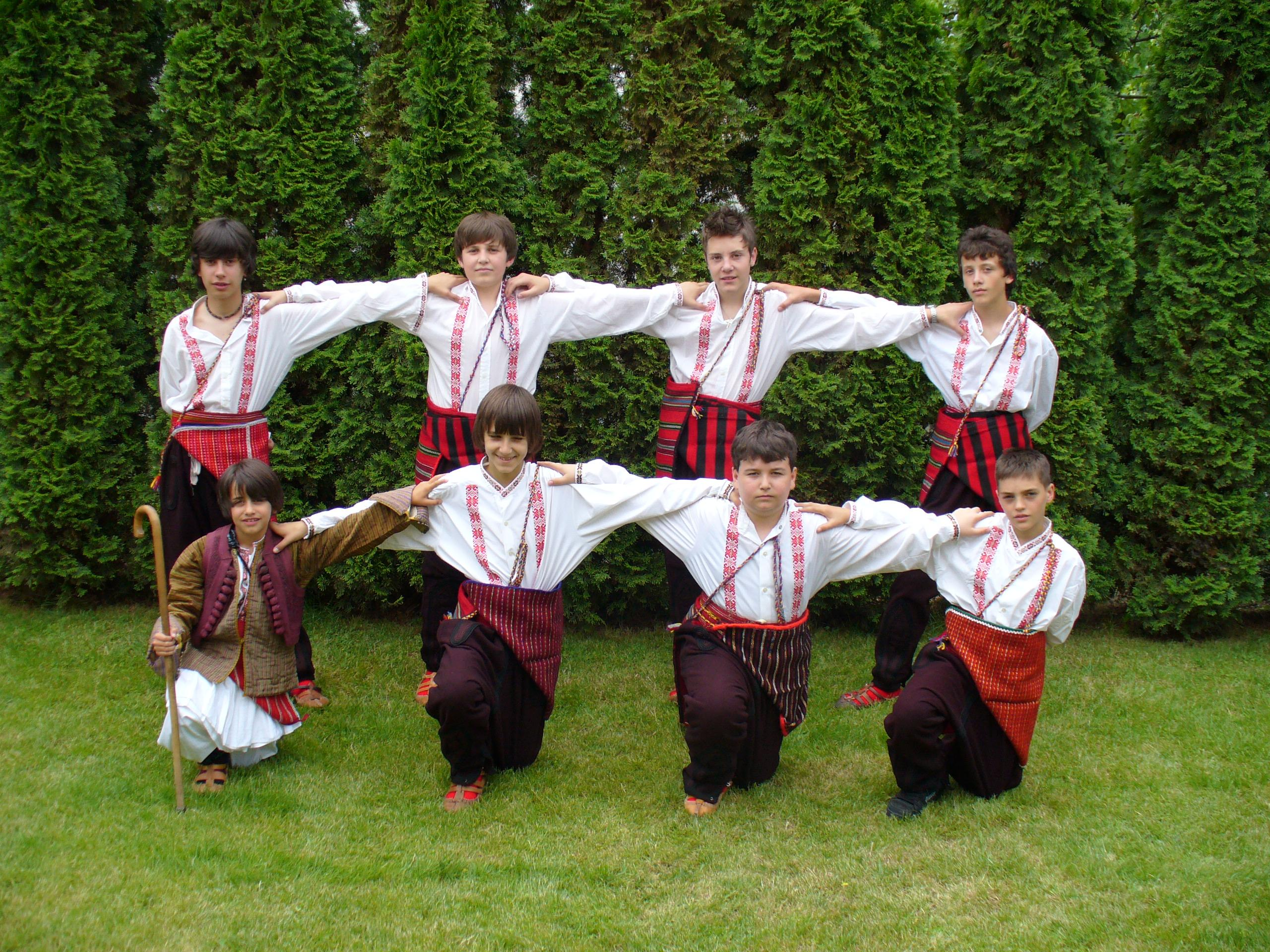
Dançarinos tradicionais

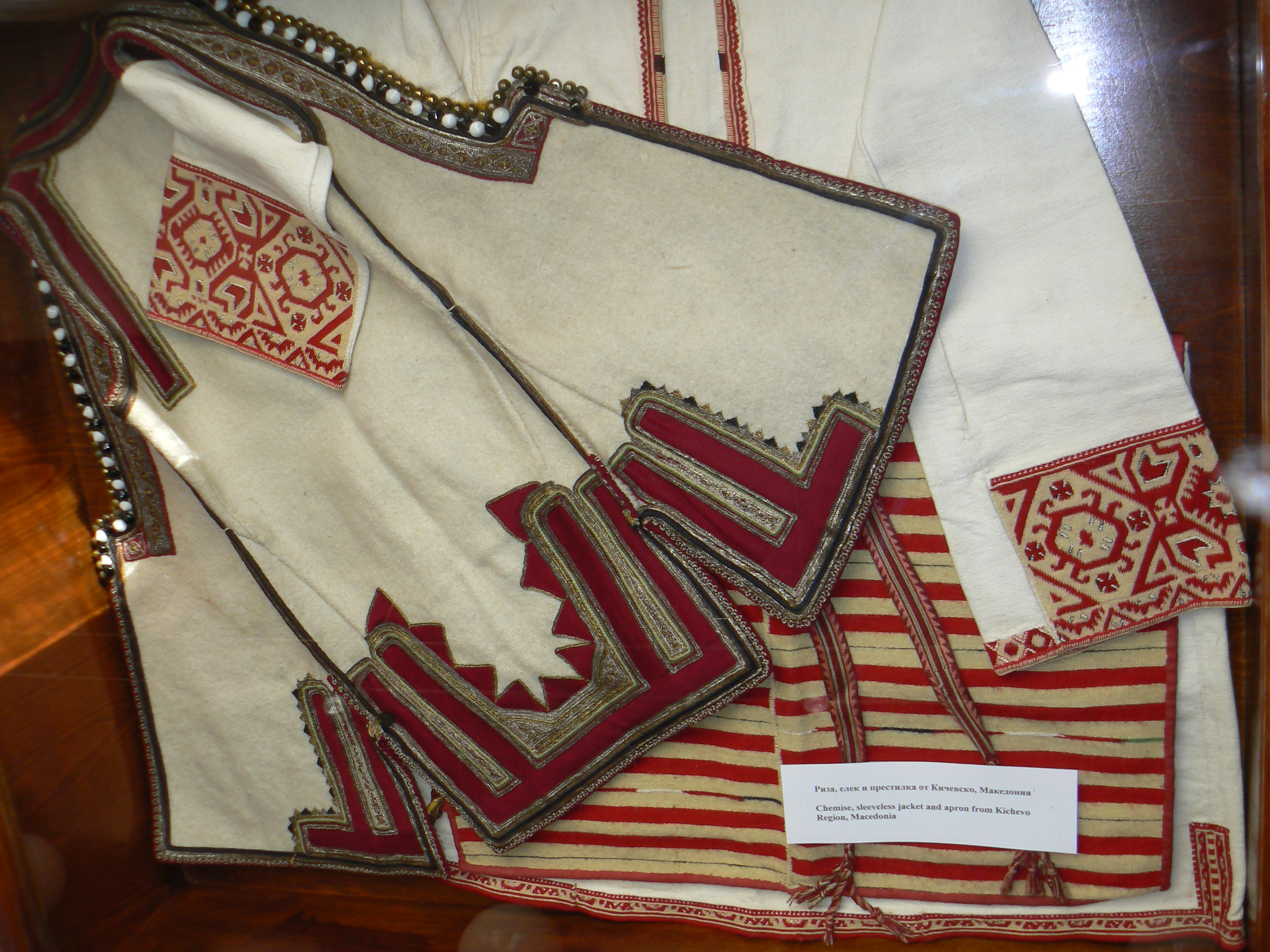
Traje da região de Kichevo em exibição no Museu Etnográfico de Burgas.Dançarinos tradicionais

Após a Segunda Guerra Mundial, o líder comunista iugoslavo Josip Broz Tito decidiu que a política de serbianização na Macedônia havia falhado - levando a um forte ressentimento em Belgrado. Além disso, os macedônios deram forte apoio ao movimento de resistência partisan de Tito, atacando os ocupantes búlgaros, alemães e italianos e se opondo aos monarquistas sérvios (chetniks), que eram até a metade da guerra, os rebeldes ocidentais favoritos na Sérvia. A resistência macedônia tinha uma característica fortemente nacionalista, não menos como uma reação à repressão sérvia pré-guerra, mas também como reação à repressão búlgara durante o início da ocupação da região por estes. Estava claro bem antes do final da guerra que Tito buscaria maiores mudanças para o equilíbrio político da região.
Após a guerra, Tito apoiou a separação da Macedônia iugoslava da Sérvia, tornando-a uma república da nova federação iugoslava (como República Socialista da Macedônia) em 1946. Ele também apoiou o conceito de uma nação macedônia separada, como um outro meio de separar os laços da população eslava da Macedônia iugoslava com a Bulgária, que já eram questionáveis após a forte resistência macedônia à ocupação búlgara. Embora a língua macedônia seja próxima ao búlgaro, as diferenças eram enfatizadas e as figuras históricas da região eram promovidas como sendo unicamente macedônias (particularmente sérvios e búlgaros). Uma Igreja Ortodoxa Macedônia separada foi estabelecida, separando-se da Igreja Ortodoxa Sérvia. O sentimento pró-búlgaros foi forçadamente suprimido, como os ideologistas de uma pátria macedônia separada e independente.
Tito tinha uma série de razões para fazer isso. Primeira, ele queria reduzir o domínio sérvio na República Socialista Federativa da Iugoslávia; estabelecer um território formalmente considerado sérvio em igualdade com a Sérvia dentro da Iugoslávia. Segunda, ele queria separar os laços da população macedônia com a Bulgária, que poderia questionar a unidade da federação iugoslava. Terceira, Tito procurava justificar as futuras reivindicações iugoslavas dirigidas ao resto da Macedônia geográfica; em agosto de 1944, ele afirmou que seu objetivo era reunificar "todas as partes da Macedônia, dividida em 1915 e 1918 pelos imperialistas balcânicos". No final, ele iniciou negociações com a Bulgária para um novo estado federal, que incluiria também provavelmente a Albânia, e apoiaria os comunistas gregos na Guerra Civil Grega. A ideia de reunificação de toda a Macedônia sob um governo comunista foi abandonada em 1948 quando os comunistas gregos perderam e Tito brigou com a União Soviética e com os soviéticos pró-Bulgária.
As ações de Tito tiveram um número de importantes consequências para os macedônios. A mais importante era, obviamente, a promoção de um distinta identidade macedônia como uma parte da sociedade multi-étnica da Iugoslávia. Numerosas descrições do norte da Macedônia do final da década de 1940 afirmam que a política de bulgarização durante a ocupação búlgara na Segunda Guerra Mundial (1941 - 1944)) era tão abominável para os macedônios quanto a política de serbianização aplicada até então. O líder da Organização Revolucionária Interna Macedônia (VMRO) no exílio, Ivan Mihailov, e o renovado VMRO búlgaro após 1990 teve, por outro lado, consistentemente argumentou que entre 120 000 e 130 000 pessoas passaram para os campos de concentração de Idrizovo e Goli Otok por simpatização pró-búlgara e ideias pela independência da Macedônia no final da década de 1940, o que também foi confirmado pelo antigo primeiro-ministro Ljubcho Georgievski. Qualquer que seja a verdade, era certo que a maioria dos macedônios abraçou o reconhecimento oficial de uma nacionalidade separada.
Na Grécia, os macedônios eslavos encararam as restrições impostas e seu governo os via como uma minoria potencialmente desleal. Os gregos foram reassentados na região em 1923 como resultado da troca populacional com a Turquia que se seguiu à derrota militar grega na Ásia Menor. Após a Segunda Guerra Mundial muitos dos macedônios que vivam na Grécia escolheram ou emigrar para países comunistas para evitar perseguições por lutar ao lado dos comunistas gregos na Guerra Civil Grega, ou eram forçados a fazê-lo. Embora houvesse alguma liberdade entre 1959 e 1967, a ditadura militar grega re-impôs duras restrições. A situação gradualmente foi facilitada após o retorno da democracia à Grécia, mas a Grécia ainda recebe muitas críticas pelo pobre tratamento dado às minorias. Os macedônios eslavos na Albânia enfrentaram restrições sob a paranóica ditadura stalinista de Enver Hoxha, apesar dos albaneses serem tratados apenas um pouco melhor. Sua existência como uma minoria separada foi reconhecida em 1945 e um pequeno grau de expressão cultural foi permitido.
Etnógrafos e linguistas tendem a identificar a população da parte búlgara da Macedônia como búlgaros no período entre guerras, o caso de uma minoria macedônia no país que surgiu no final da década de 1940. Em 1946, a população da Macedônia Pirin (província búlgara de Blagoevgrad) foi declarada macedônia e os professores eram trazidos da Iugoslávia para ensinar a recentemente codificada língua macedônia. O censo de 1946 foi acompanhado por repressões em massa, e o resultado foi a completa destruição das organizações locais da Organização Revolucionária Interna Macedônia e recolhimento em massa da população para o campo de concentração de Belena. A política foi revertida no final da década de 1950 e depois que os governantes búlgaros argumentaram que os dois censos realizados em 1946 e 1956 eram resultado da pressão de Moscou. Os governos ocidentais ficaram, contudo, desconfiados e continuaram a listar a população da Macedônia Pirin como macedônios até o início da década de 1990, apesar de que o censo de 1965 listar apenas 9 000 macedônios no país. Os dois últimos censos após a queda do comunismo (1992 e 2001), contudo, confirmou os censos anteriores com apenas 3 000 pessoas declarando-se macedônios na Macedônia Pirin (menos que 1 % da população da região), exceto mais 5 000 no resto da Bulgária.

## A situação atual

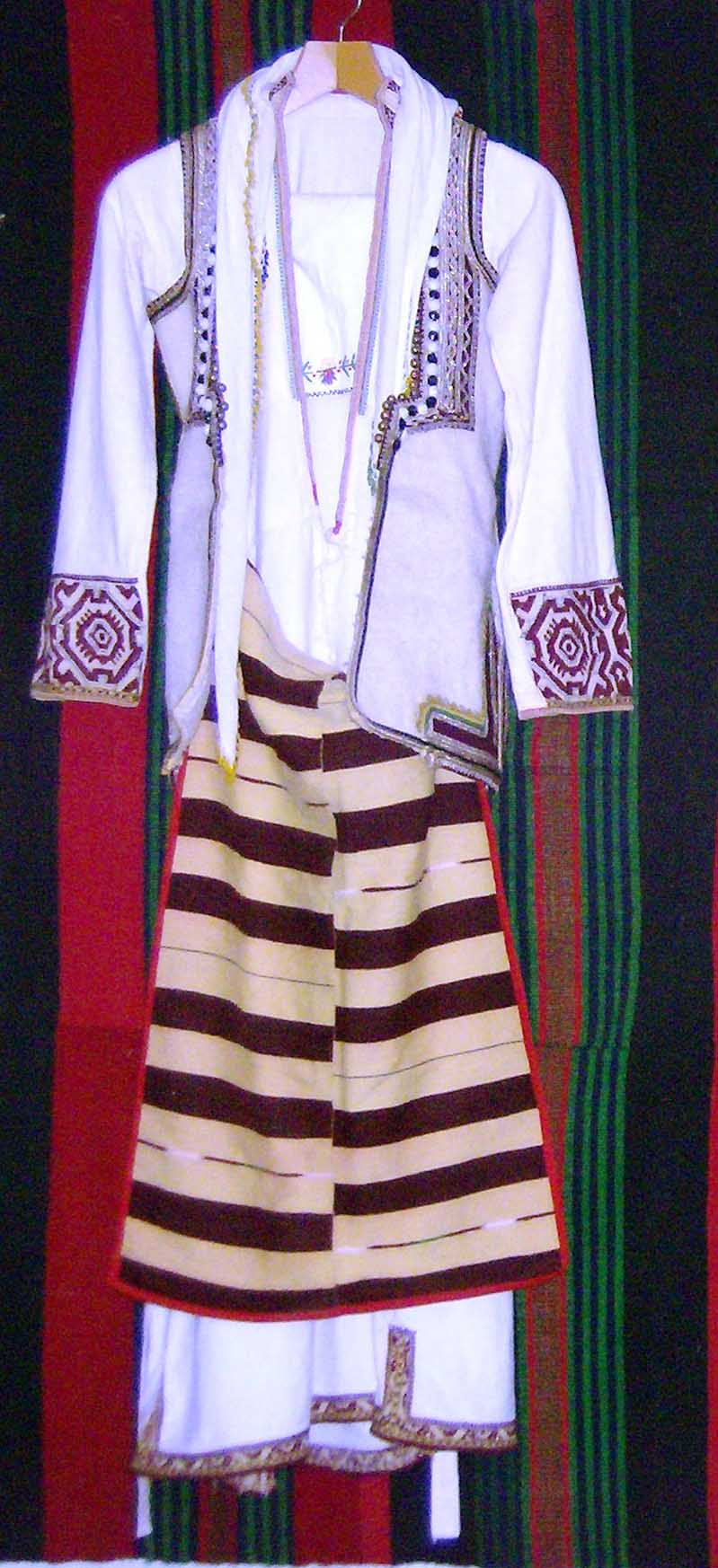
Traje tradicional

A separação da República da Macedônia (atual Macedônia do Norte) da antiga Iugoslávia em 1991 levou a uma intensa disputa nacionalista com a Grécia que ainda não está completamente resolvida. A posição dos macedônios tem melhorado um pouco na região, embora problemas significativos ainda permaneçam.
- Dentro da Macedônia do Norte, os macedônios eslavos compreendem dois terços (aproximadamente 65 %) da população. Após um breve conflito étnico com os albaneses em 1991, um acordo de divisão de forças macedônio-albanês está em vigor.
- A Albânia continua a reconhecer os macedônios eslavos como uma minoria legítima e disponibiliza educação em língua macedônia nas regiões de fronteira onde a maioria dos macedônios vive. Contudo, organizações macedônias reclamam que o governo subestima o número de macedônios na Albânia e que eles são politicamente sub-representados - não há macedônios étnicos no parlamento albanês.
- A Bulgária mantém geralmente relações cordiais com os macedônios, reconhecendo-os como um grupo étnico distinto e os considerou na contagem do último censo realizado em 2001. Contudo, grupos macedônios no país têm relatado o abuso oficial, com a Corte Constitucional Búlgara declarando um pequeno partido político macedônio eslavo em 2000 como separatista e as autoridades locais proibindo reuniões políticas.
- A Grécia não reconhece qualquer minoria étnica: apenas uma "minoria religiosa", a minoria muçulmana grega na Trácia, de acordo com as condições estabelecidas no Tratado de Lausanne; e se opõe ao uso do termo "macedônios" para se referir à minoria eslava no país, que está centralizada em torno da cidade grega de Florina no norte do país. O temo "eslavo-macedônios" é às vezes usado no lugar, para distingui-los dos vários outros grupos étnicos que habitam a Macedônia. Há um partido político eslavo-macedônio na Grécia, o Partido Arco-íris (Oυράνιο Tόξο, Виножито):[38] na eleição mais recente obteve cerca de 6.000 votos (ou 0,098 %) em toda a Grécia (cerca de 1.200 destes na prefeitura de Florina).
- A Sérvia reconhece a minoria macedônia eslava em seu território como um grupo étnico distinto e os conta anualmente em seus censos.

## Macedônios notáveis

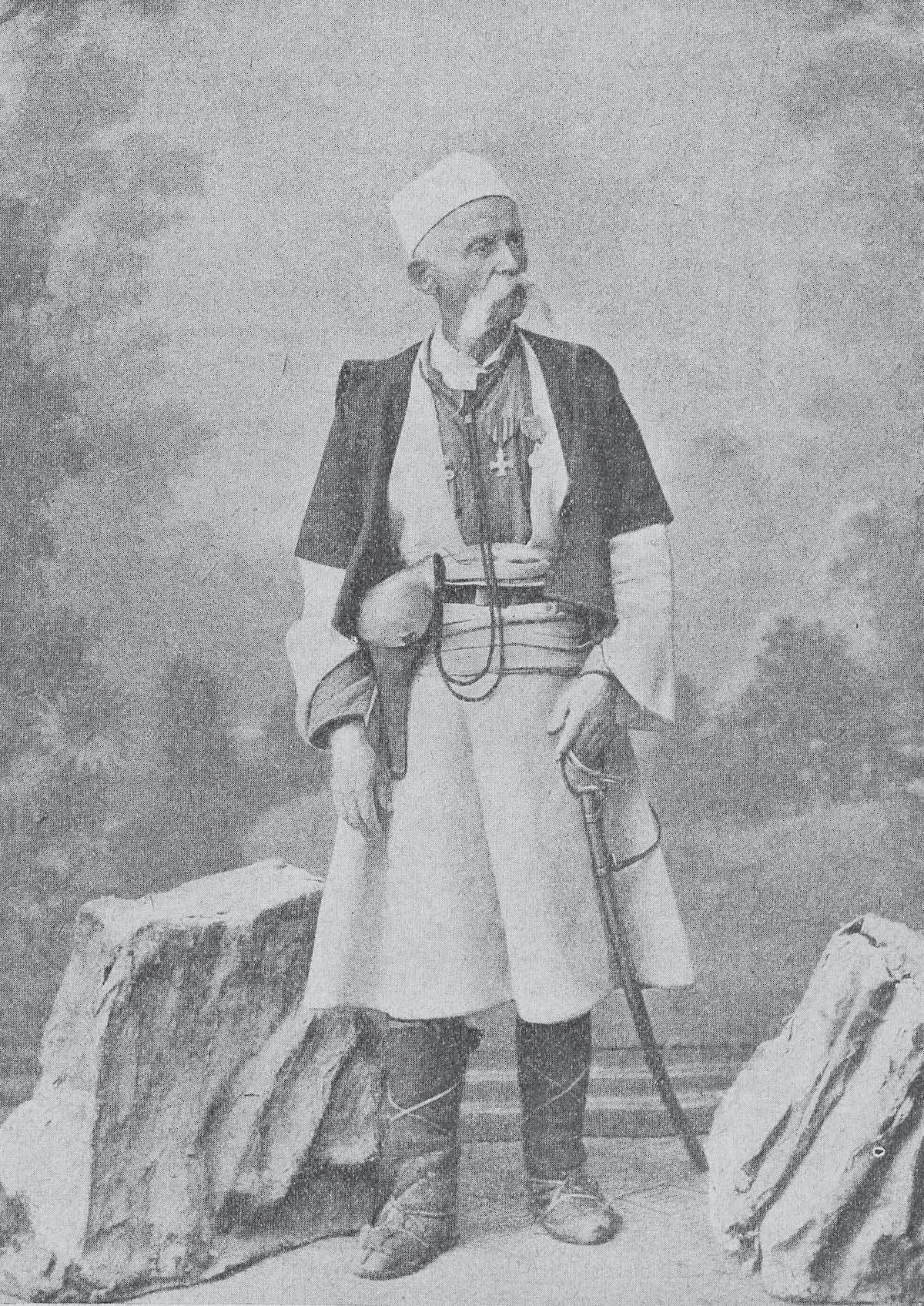
Gjorgjija Pulevski
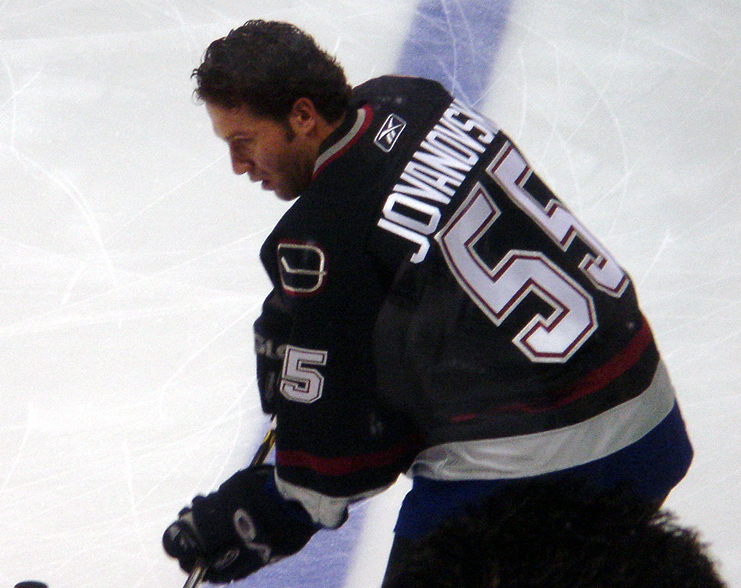
Ed Jovanovski
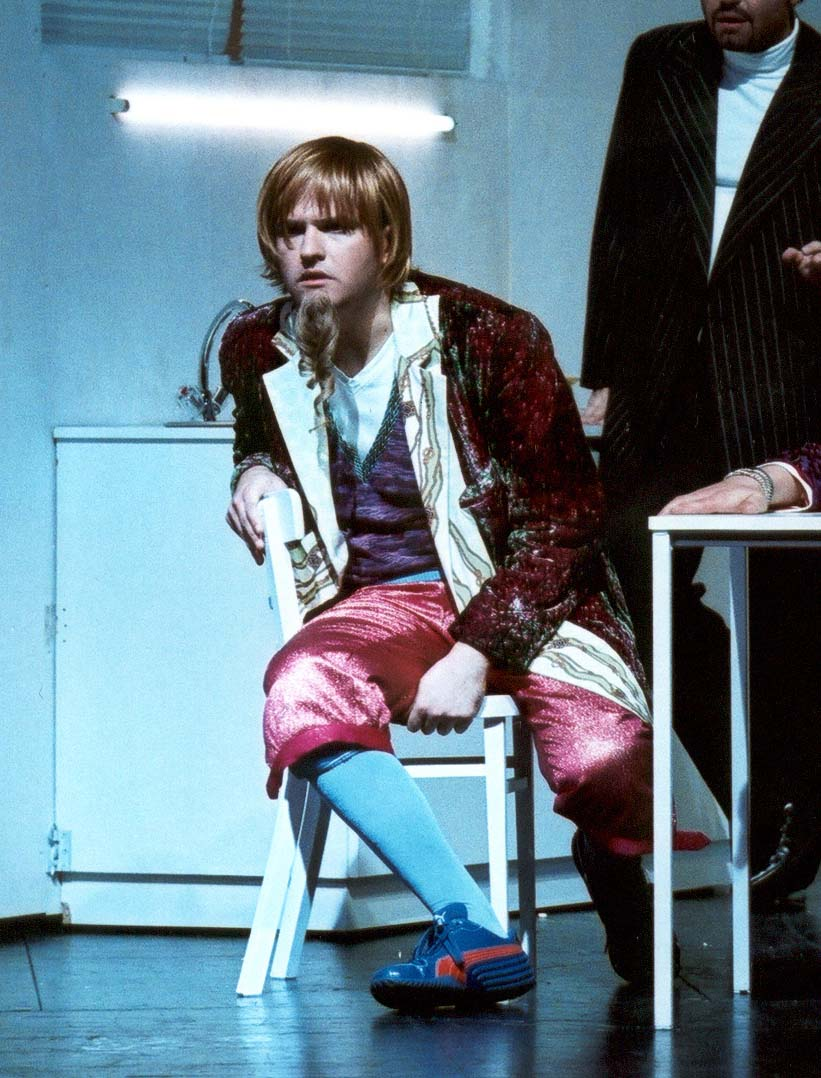
Blagoj Nacoski
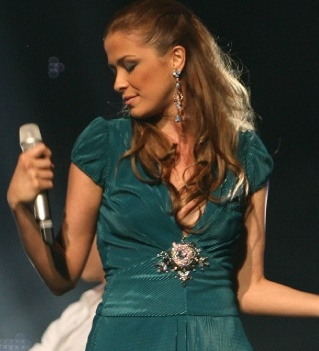
Karolina
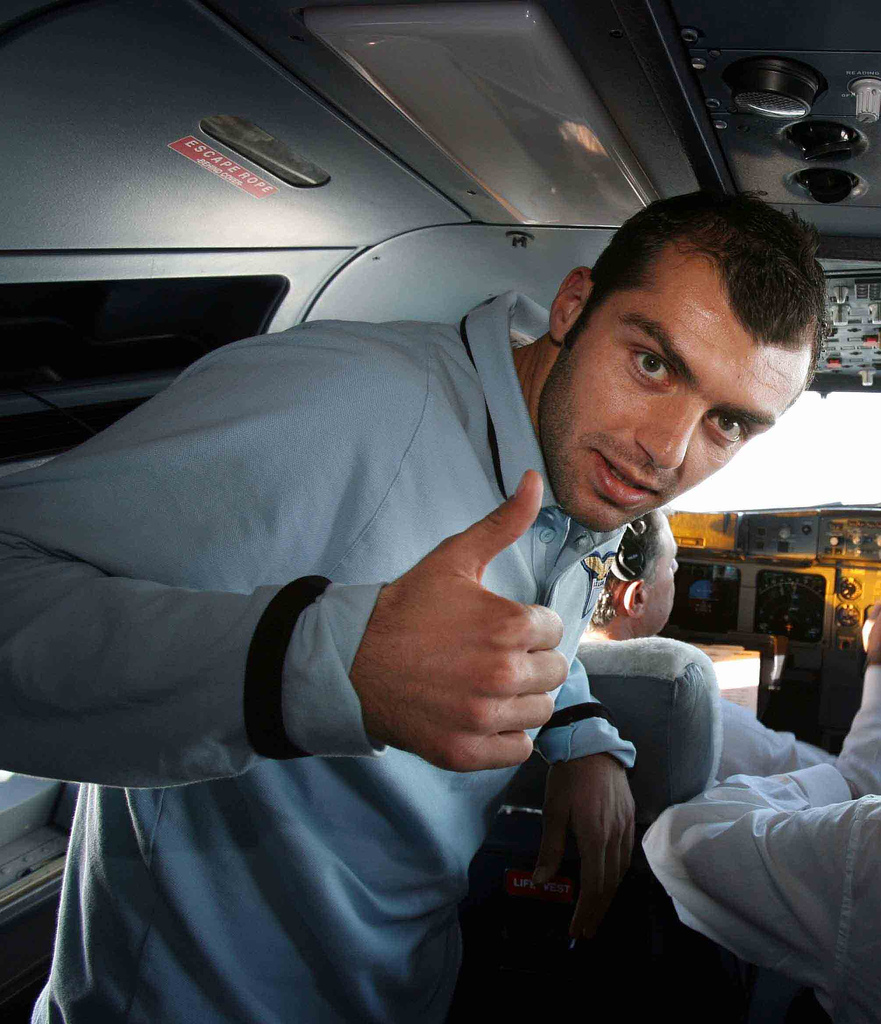
Goran Pandev
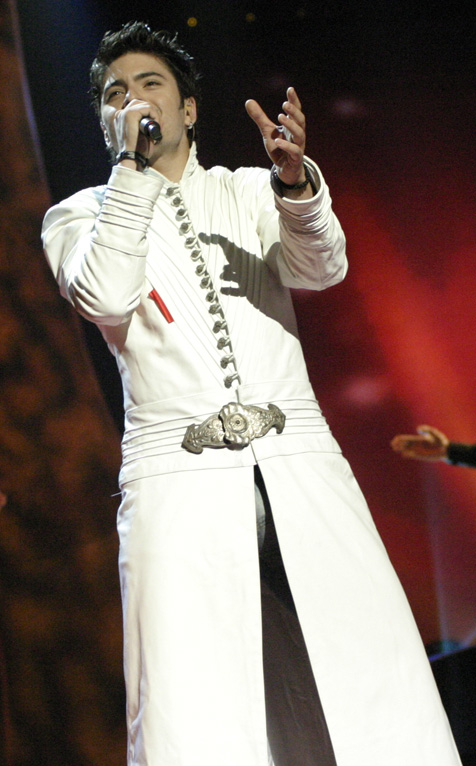
Tose Proeski
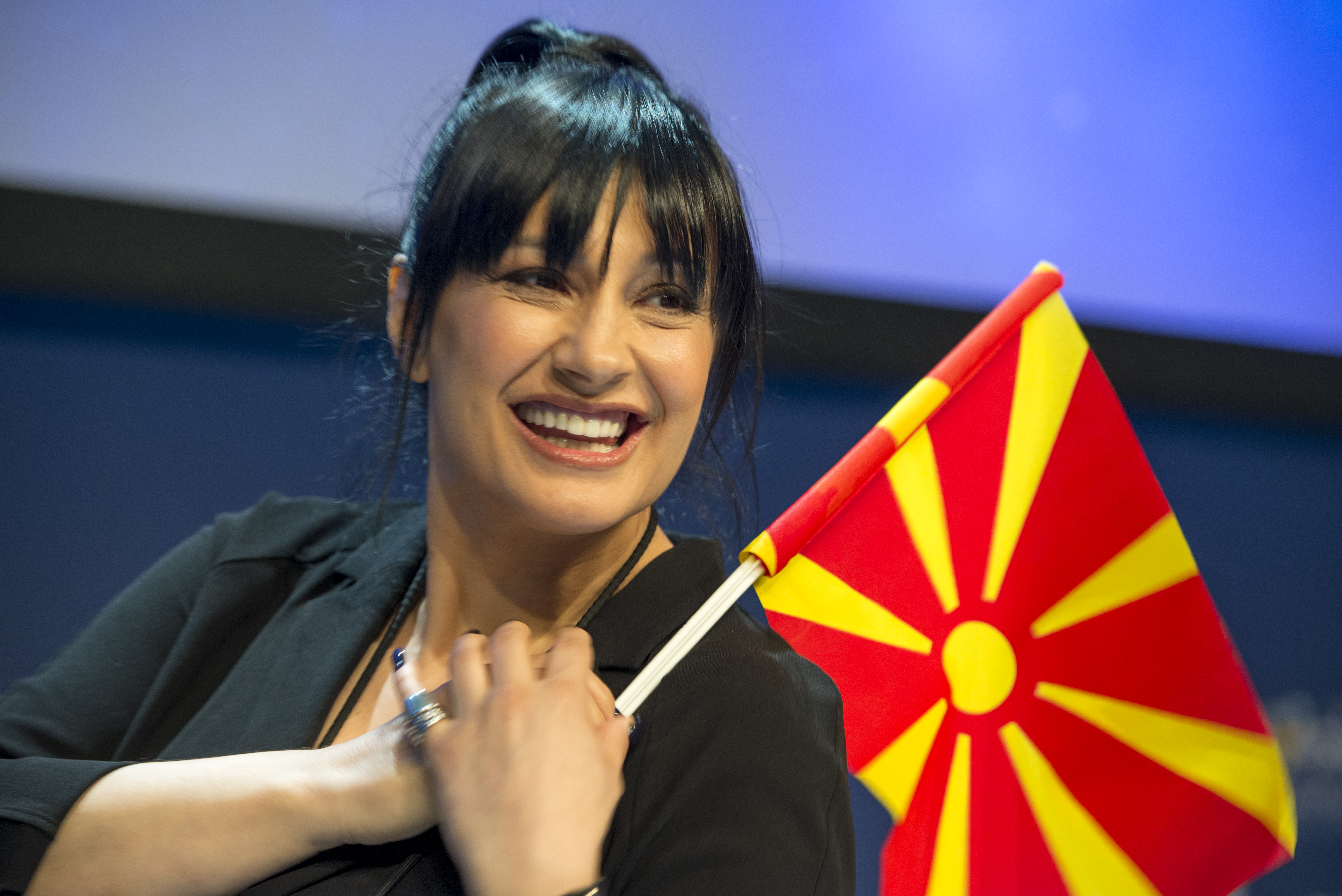
Kaliopi
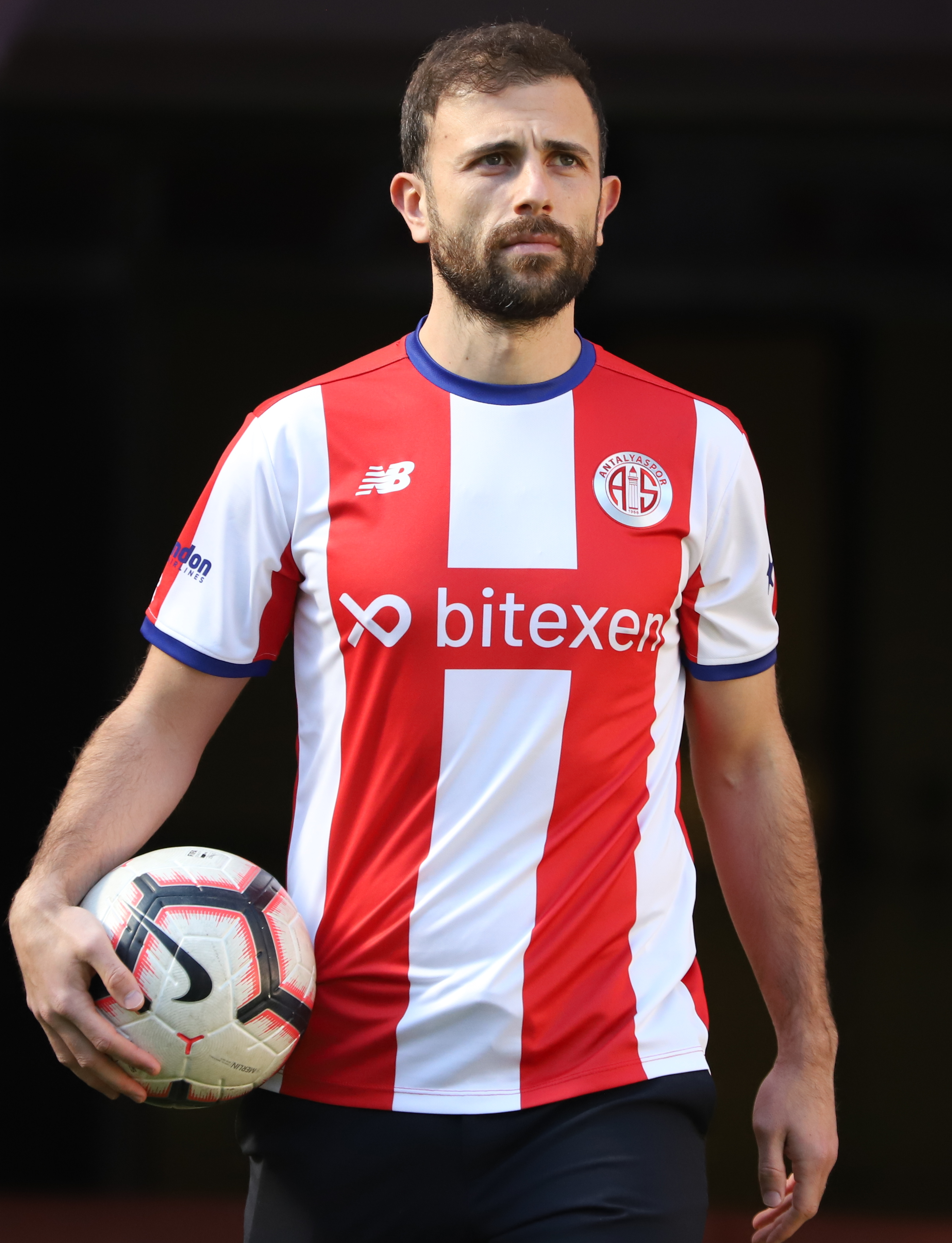
Admir Mehmedi